# Katarzyna Maksymiuk
Katarzyna Iwona Maksymiuk – polska historyk, dr  hab. nauk humanistycznych, profesor uczelni Instytutu Historii Wydziału Nauk Humanistycznych Uniwersytetu Przyrodniczo-Humanistycznego w Siedlcach.

## Życiorys
12 października 1999 obroniła pracę doktorską Polityka Sasanidów wobec wschodnich prowincji Cesarstwa Rzymskiego w III wieku, 19 listopada 2013 uzyskała stopień doktora habilitowanego. Została zatrudniona na stanowisku adiunkta w Instytucie Historii na Wydziale Humanistycznym Uniwersytetu Przyrodniczo-Humanistycznego w Siedlcach.
Była profesorem nadzwyczajnym w Instytucie Historii i Stosunków Międzynarodowych na Wydziale Nauk Humanistycznych Uniwersytetu Przyrodniczo-Humanistycznego w Siedlcach.
Awansowała na stanowisko profesora uczelni Instytutu Historii na Wydziale Nauk Humanistycznych Uniwersytetu Przyrodniczo-Humanistycznego w Siedlcach.